# Góry Olesińskie
Góry Olesińskie (prononciation [ˈɡurɨ ɔlɛˈɕiɲskʲɛ]) est un village de la gmina de Kurów du powiat de Puławy dans la voïvodie de Lublin, situé dans l'est de la Pologne.
Il se situe à environ 4 kilomètres au sud de Kurów (siège de la gmina), 17 kilomètres à l'est de Puławy (siège du powiat) et 30 kilomètres au nord-ouest de Lublin (capitale de la voïvodie).

## Histoire
De 1975 à 1998, le village est attaché administrativement à l'ancienne voïvodie de Lublin.

Depuis 1999, il fait partie de la nouvelle voïvodie de Lublin.